# Walter Wild (Fussballspieler)

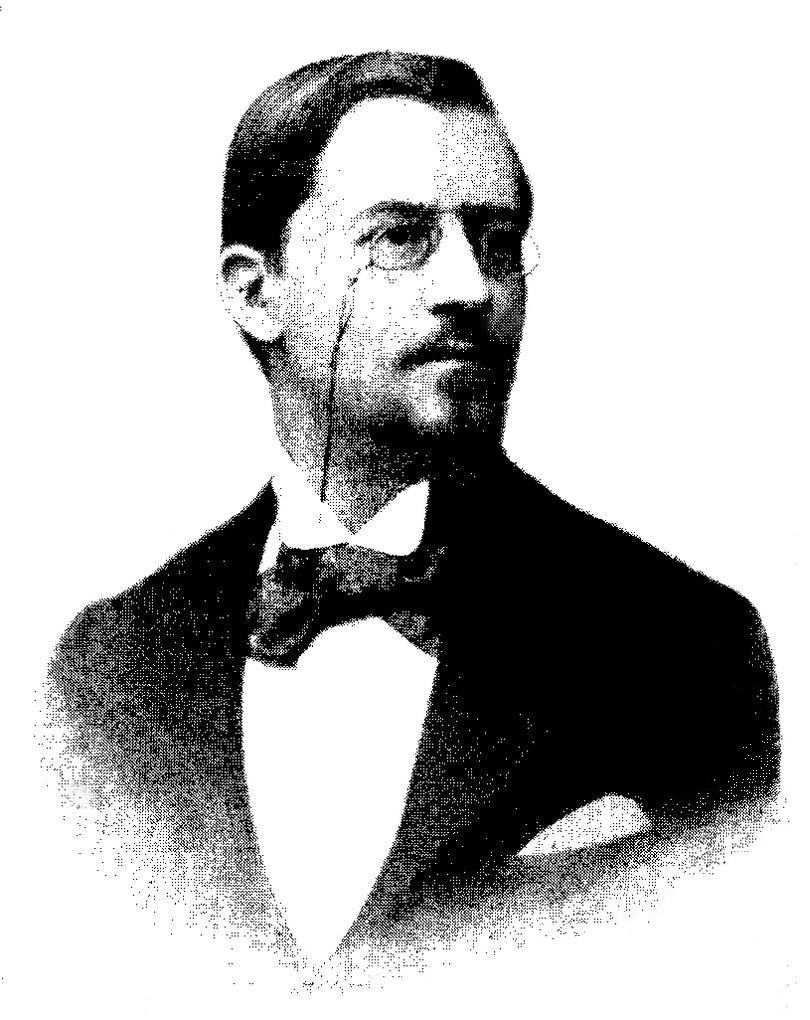
Walter Wild (1899)

Walter Wild (* 13. Oktober 1872 in Hottingen, heute Zürich; † nach 1949), in Spanien auch als Gualteri Wild bekannt, war ein Schweizer Fussballspieler und von 1899 bis 1900 der erste Präsident des FC Barcelona.
Ende des 19. Jahrhunderts war Wild, wie der gleichgesinnte Schweizer Joan Gamper, zum Fussballspielen nach Barcelona gekommen. Jedoch fanden beide als Ausländer keinen Verein, da die wenigen existierenden Vereine meist nur katalanische Spieler akzeptierten. Infolgedessen gab Gamper in der Zeitung Los Deportes eine Anzeige auf, in der er alle Fussballinteressierten zu einer Vereinsgründung in die Turnhalle Solé einlud.
Wild war einer von den 12 Personen, die am 29. November 1899 in der Turnhalle Solé ein Treffen zur Gründung des FC Barcelona abhielten. Da Wild, der als wohlhabender und vielseitiger Geschäftsmann galt, der älteste Anwesende war, wurde er von den anderen zum ersten Präsidenten des Vereins bestimmt. Erster Kapitän der Mannschaft wurde Gründer Hans Gamper.
Doch auch Wild war in erster Linie Fussballspieler, der in zehn Spielen des FC Barcelona mitwirkte, inklusive des allerersten Spiels. Darüber hinaus machte es Wild keine Probleme, seine Wohnung in der Carrer Princesa als Ort für Vereinskonferenzen anzubieten. Eine der wichtigsten Errungenschaften unter Wild war, dass er Barça beim Hotel Casanovas seine erste eigene Heimstätte verschaffte.
In seiner 513-tägigen Amtszeit als Präsident, die am 13. Dezember 1899 begann, wurde Wild insgesamt drei Mal wiedergewählt. Am 25. April 1901 gab Wild sein Präsidentenamt auf, da er nach Großbritannien zurückkehren musste. Am selben Tag wurde Wild zum Ehrenmitglied des Klubs ernannt.
In den darauffolgenden Jahren verfolgte er die Entwicklung des Klubs, an der er massgeblich beteiligt war, nur noch wenig und war als Gast bei der 50-Jahr-Feier umso mehr überrascht, wie sehr der Klub, mittlerweile etwa 25.000 Mitglieder besitzend, gewachsen war.